# Siham Haja
Siham Haja – marokańska zapaśniczka walcząca w stylu wolnym.  Piąta na mistrzostwach Afryki w 2010 i 2012. Brązowa medalistka mistrzostw śródziemnomorskich w 2010. Mistrzyni arabska w 2010 roku.